# 瑞泽讷库尔
瑞泽讷库尔（法語：Juzennecourt，法語發音：[ʒyzɛnkuʁ]）是法国上马恩省的一个市镇，属于肖蒙区。

## 地理
瑞泽讷库尔（48°11'2"N, 4°58'45"E）面积11.87 平方千米，位于法国大東部大區上马恩省，该省份为法国东北部内陆省份，北起马恩省和默兹省，西接奥布省，西南接科多尔省，东南接上索恩省，东临孚日省。
与瑞泽讷库尔接壤的市镇（或旧市镇、城区）包括：布莱西、日扬库尔、拉沙佩勒昂布莱西、拉维勒讷沃欧鲁瓦、塞克斯方丹、科隆贝双教堂村。

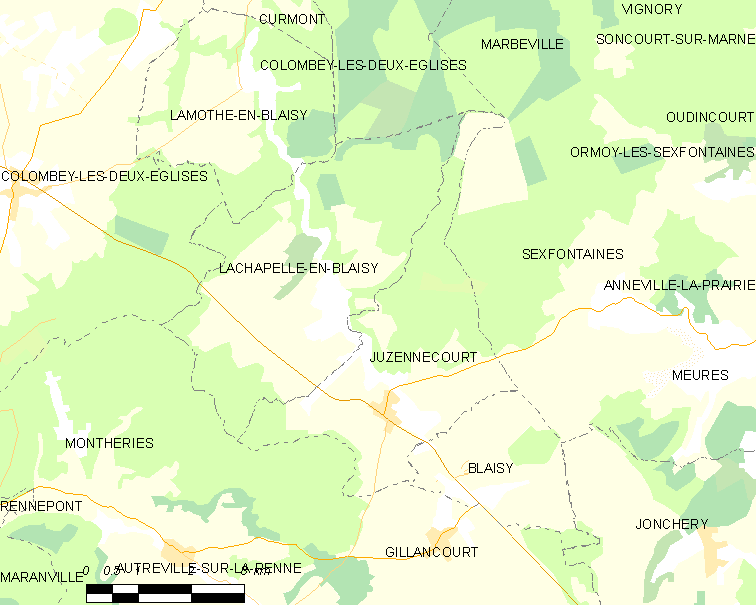
瑞泽讷库尔的OSM定位图

瑞泽讷库尔的时区为UTC+01:00、UTC+02:00（夏令时）。

## 行政
瑞泽讷库尔的邮政编码为52330，INSEE市镇编码为52253。

## 政治
瑞泽讷库尔所属的省级选区为沙托维兰县。

## 人口

1962-2008年间瑞泽讷库尔人口变化图示

瑞泽讷库尔于2022年1月1日时的人口数量为199人。